# Persone di nome Jean-Claude
| Questa pagina contiene informazioni ricavate automaticamente dalle voci biografiche con l'ausilio del template Bio e di un bot. L'aggiornamento è periodico e automatico e ricostruisce completamente la pagina. Se manca una persona in questa lista, sei pregato di non aggiungerla, ma accertati piuttosto che la sua voce biografica contenga il template Bio e che i dati anagrafici siano correttamente compilati. Se il template Bio manca, inseriscilo tu stesso o, in alternativa, metti l'avviso {{tmp\|Bio}} che ne segnala la mancanza. Se i dati riportati sono sbagliati, correggi direttamente la voce biografica; le modifiche saranno visibili in questa lista entro pochi giorni. Per chiarimenti vedi il progetto antroponimi. La lista contiene solo le 97 persone che sono citate nell'enciclopedia e per le quali è stato implementato correttamente il template Bio. Pagina aggiornata al 16 ott 2024. |

Questa è una lista di persone presenti nell'enciclopedia che hanno il prenome Jean-Claude, suddivise per attività principale.

## Allenatori di calcio(1)
- Jean-Claude Suaudeau, allenatore di calcio e ex calciatore francese (Cholet, n. 1938)

## Altisti(1)
- Jean-Claude Rabbath, ex altista libanese (Beirut, n. 1977)

## Arcivescovi cattolici(1)
- Jean-Claude Périsset, arcivescovo cattolico svizzero (Estavayer-le-Lac, n. 1939)

## Astronomi(2)
- Jean-Claude Merlin, astronomo francese (Le Creusot, n. 1954)
- Jean-Claude George Pelle, astronomo francese (n. 1942)

## Attori(6)
- Jean-Claude Bercq, attore e stuntman francese (Valleroy, n. 1929 - Saint-Louis, † 2008)
- Jean-Claude Brialy, attore, regista e sceneggiatore francese (Aumale, n. 1933 - Monthyon, † 2007)
- Jean-Claude Dreyfus, attore e comico francese (Parigi, n. 1946)
- Jacques Ferrière, attore e doppiatore francese (Parigi, n. 1932 - Saint-Thibault-des-Vignes, † 2005)
- Jean-Claude Michel, attore e doppiatore francese (Parigi, n. 1925 - Parigi, † 1999)
- Jean-Claude Van Damme, attore e artista marziale belga (Berchem-Sainte-Agathe, n. 1960)

## Banchieri(1)
- Jean-Claude Trichet, banchiere e economista francese (Lione, n. 1942)

## Calciatori(16)
- Jean-Claude Billong, calciatore francese (Mantes-la-Jolie, n. 1993)
- Jean-Claude Bozga, ex calciatore rumeno (Galați, n. 1984)
- Jean-Claude Bras, ex calciatore francese (Parigi, n. 1945)
- Jean-Claude Chang Koei Chang, calciatore francese (n. 1987)
- Jean-Claude Darcheville, ex calciatore francese (Sinnamary, n. 1975)
- Jean-Claude Désir, ex calciatore haitiano (n. 1946)
- Jean-Claude Iranzi, calciatore ruandese (Kigali, n. 1990)
- Jean-Claude Lavaud, calciatore e allenatore di calcio francese (Orléans, n. 1938 - Cesson-Sévigné, † 2011)
- Jean-Claude Lemoult, ex calciatore francese (Neufchâteau, n. 1960)
- Jean-Claude Mukanya, ex calciatore congolese (Repubblica Democratica del Congo) (n. 1968)
- Jean-Claude Ndagijmana, ex calciatore ruandese (n. 1984)
- Jean-Claude Osman, ex calciatore francese (La Suze-sur-Sarthe, n. 1947)
- Jean-Claude Pagal, ex calciatore camerunese (Yaoundé, n. 1964)
- Jean-Claude Piumi, calciatore francese (Giraumont, n. 1940 - Fréjus, † 1996)
- Jean-Claude Samuel, calciatore francese (Guelma, n. 1921 - Langon, † 2015)
- Jean-Claude Schindelholz, ex calciatore svizzero (n. 1940)

## Canoisti(1)
- Jean-Claude Olry, ex canoista francese (Boves, n. 1949)

## Cantanti(1)
- Jean-Claude Pascal, cantante, attore e stilista francese (Parigi, n. 1927 - Clichy, † 1992)

## Cardinali(2)
- Jean-Claude Hollerich, cardinale e arcivescovo cattolico lussemburghese (Differdange, n. 1958)
- Jean-Claude Turcotte, cardinale e arcivescovo cattolico canadese (Montréal, n. 1936 - Montréal, † 2015)

## Cestisti(3)
- Jean-Claude Bonato, ex cestista e allenatore di pallacanestro francese (Hayange, n. 1946)
- Jean-Claude Lefèbvre, cestista francese (Épiais-lès-Louvres, n. 1937 - Épiais-lès-Louvres, † 1999)
- Jean-Claude Vergne, cestista francese (Parigi, n. 1938 - Douarnenez, † 2013)

## Chimici(1)
- Jean-Claude Lorquet, chimico belga (Liegi, n. 1935)

## Ciclisti su strada(7)
- Jean-Claude Bagot, ex ciclista su strada e dirigente sportivo francese (Saint-Hilaire-du-Harcouët, n. 1958)
- Jean-Claude Colotti, ex ciclista su strada e pistard francese (La Tronche, n. 1961)
- Jean-Claude Fabbri, ex ciclista su strada italiano (Fléron, n. 1952)
- Jean-Claude Genty, ex ciclista su strada francese (Lancé, n. 1945)
- Jean-Claude Lecante, ciclista su strada francese (Saint-Ouen, n. 1934)
- Jean-Claude Leclercq, ex ciclista su strada francese (Abbeville, n. 1962)
- Jean-Claude Lebaube, ciclista su strada francese (Parigi, n. 1937 - Parigi, † 1977)

## Compositori(1)
- Jean-Claude Vannier, compositore, arrangiatore e musicista francese (Courbevoie, n. 1943)

## Direttori d'orchestra(1)
- Jean-Claude Casadesus, direttore d'orchestra francese (Parigi, n. 1935)

## Dirigenti d'azienda(1)
- Jean-Claude Biver, dirigente d'azienda lussemburghese (Lussemburgo, n. 1949)

## Dirigenti sportivi(1)
- Jean-Claude Killy, dirigente sportivo, ex sciatore alpino e ex pilota automobilistico francese (Saint-Cloud, n. 1943)

## Filosofi(1)
- Jean-Claude Michéa, filosofo francese (n. 1950)

## Fotografi(1)
- Jean-Claude Morellet, fotografo, giornalista e pilota motociclistico francese (n. 1946)

## Fumettisti(3)
- Jean-Claude Cassini, fumettista francese (Aix-en-Provence, n. 1968 - Aix-en-Provence, † 2023)
- Jean-Claude Denis, fumettista francese (Parigi, n. 1951)
- Jean-Claude Mézières, fumettista francese (Saint-Mandé, n. 1938 - † 2022)

## Giornalisti(2)
- Jean-Claude Bourret, giornalista e conduttore televisivo francese (Lione, n. 1941)
- Jean-Claude Valla, giornalista e storico francese (Roanne, n. 1944 - Pau, † 2010)

## Giuristi(1)
- Jean-Claude Martinez, giurista e politico francese (Sète, n. 1945)

## Imprenditori(1)
- Jean-Claude Blanc, imprenditore e dirigente sportivo francese (Chambéry, n. 1963)

## Incisori(1)
- Jean-Claude Richard de Saint-Non, incisore, disegnatore e umanista francese (Parigi, n. 1727 - † 1791)

## Judoka(1)
- Jean-Claude Brondani, ex judoka francese (Houilles, n. 1944)

## Medievisti(1)
- Jean-Claude Maire Vigueur, medievista francese (Morteau, n. 1943)

## Musicisti(1)
- Jean-Claude Eloy, musicista e compositore francese (Mont-Saint-Aignan, n. 1938)

## Oboisti(1)
- Jean-Claude Malgoire, oboista, direttore d'orchestra e musicologo francese (Avignone, n. 1940 - Parigi, † 2018)

## Orafi(1)
- Jean-Claude Chambellan Duplessis, orafo e scultore francese (Torino, n. 1699 - Parigi, † 1774)

## Ostacolisti(1)
- Jean-Claude Nallet, ostacolista e velocista francese (Champdor, n. 1947 - † 2023)

## Piloti automobilistici(1)
- Jean-Claude Rudaz, ex pilota automobilistico svizzero (Sion, n. 1942)

## Piloti di rally(2)
- Jean-Claude Andruet, ex pilota di rally francese (Montreuil-sur-Mer, n. 1940)
- Jean-Claude Lefèbvre, ex pilota di rally e copilota di rally francese (Nanterre, n. 1945)

## Piloti motociclistici(1)
- Jean-Claude Selini, pilota motociclistico francese (Sétif, n. 1954)

## Pittori(1)
- Jean-Claude Naigeon, pittore francese (Digione, n. 1753 - Digione, † 1832)

## Politici(5)
- Jean-Claude Duvalier, politico haitiano (Port-au-Prince, n. 1951 - Port-au-Prince, † 2014)
- Jean-Claude Gaudin, politico francese (Marsiglia, n. 1939 - Saint-Zacharie, † 2024)
- Jean-Claude Gayssot, politico francese (Béziers, n. 1944)
- Jean-Claude Juncker, politico e avvocato lussemburghese (Redange-sur-Attert, n. 1954)
- Jean-Claude Van Cauwenberghe, politico belga (Charleroi, n. 1944)

## Progettisti(1)
- Jean-Claude Vaucard, progettista, ingegnere e pilota di rally francese (n. 1941)

## Pugili(1)
- Jean-Claude Bouttier, pugile e attore francese (Saint-Pierre-la-Cour, n. 1944 - Jossigny, † 2019)

## Registi(3)
- Jean-Claude Brisseau, regista, produttore cinematografico e sceneggiatore francese (Parigi, n. 1944 - Parigi, † 2019)
- Jean-Claude Dague, regista e sceneggiatore francese (Dax, n. 1937 - Le Kremlin-Bicêtre, † 2017)
- Jean-Claude Rousseau, regista francese (Parigi, n. 1950)

## Religiosi(1)
- Jean Claude Colin, religioso francese (Saint-Bonnet-le-Troncy, n. 1790 - Pomeys, † 1875)

## Rugbisti a 15(1)
- Jean-Claude Skrela, ex rugbista a 15, allenatore di rugby a 15 e dirigente sportivo francese (Cornebarrieu, n. 1949)

## Sceneggiatori(1)
- Jean-Claude Carrière, sceneggiatore, scrittore e attore francese (Colombières-sur-Orb, n. 1931 - Parigi, † 2021)

## Schermidori(1)
- Jean-Claude Magnan, ex schermidore francese (Aubagne, n. 1941)

## Scrittori(5)
- Jean-Claude Dunyach, scrittore francese (Tolosa, n. 1957)
- Jean-Claude Forest, scrittore e fumettista francese (Le Perreux-sur-Marne, n. 1930 - Lagny-sur-Marne, † 1998)
- Jean-Claude Izzo, scrittore, poeta e giornalista francese (Marsiglia, n. 1945 - Marsiglia, † 2000)
- Jean-Claude Mourlevat, scrittore e traduttore francese (Ambert, n. 1952)
- Jean-Claude Renard, scrittore e poeta francese (Tolone, n. 1922 - Parigi, † 2002)

## Stilisti(1)
- Jean-Claude Jitrois, stilista francese (Narbonne, n. 1944)

## Storici(3)
- Jean-Claude Mochet, storiografo italiano (Aosta - Aosta)
- Jean-Claude Pressac, storico e farmacista francese (n. 1944 - † 2003)
- Jean-Claude Schmitt, storico e medievista francese (Colmar, n. 1946)

## Storici dell'arte(1)
- Jean-Claude Lebensztejn, storico dell'arte e critico d'arte francese

## Tennisti(2)
- Jean-Claude Barclay, ex tennista francese (Parigi, n. 1942)
- Jean-Claude Scherrer, ex tennista svizzero (Uznach, n. 1978)

## Truffatori(1)
- Jean-Claude Romand, truffatore e assassino seriale francese (Lons-le-Saunier, n. 1954)

## Vescovi cattolici(1)
- Jean-Claude Combaz, vescovo cattolico e missionario francese (Saint-Béron, n. 1856 - Nagasaki, † 1926)

## Violinisti(1)
- Jean-Claude Trial, violinista e compositore francese (Avignone, n. 1732 - Parigi, † 1771)